# Hannan Buttress
Hannan Buttress ist ein 1450 m hoher und steiler Grat des Vulkans Big Ben auf der Insel Heard im südlichen Indischen Ozean. Er erstreckt sich vom Davis Dome nach Norden in Richtung des Saddle Point.
Namensgeber ist Francis T. Hannan, Meteorologe einer 1951 durchgeführten Kampagne der Australian National Antarctic Research Expeditions zur Insel Heard.